# بگنر
بگنر (به انگلیسی: Bagnor) یک روستا در بریتانیا است که در اسپین، بارکشر واقع شده‌است.